# Omar Ben Salaad
Omar Ben Salaad es un personaje ficticio de la serie de historietas de Las aventuras de Tintín, creada por el dibujante belga Hergé.
Es un mercader árabe que aparece en el álbum El cangrejo de las pinzas de oro. Marroquí, aparentemente devoto (va a la mezquita) y uno de los hombres más respetables de la ciudad, es uno de los más grandes hombres de negocios de la ciudad portuaria ficticia de Bagghar en Marruecos, y por tanto es extremadamente rico, se diría que el más rico de la ciudad, ya que posee un gran palacio con sirvientes, caballos, coches, un avión y una gran extensión de hectáreas de tierra. 
Sin embargo, Tintín descubre que en realidad es el jefe de una organización de tráfico de opio, que usa latas de cangrejo para ocultar sutilmente la droga, de las que él es proveedor. Cuando Tintín fue capturado al principio de la historia, fue Salaad quien emitió la orden inicial de que lo lanzaran por la borda, pero la huida de Tintín lo evitó. Más tarde, Tintín descubre que el sótano en el que el opio es almacenado está en la bodega del palacio de Salaad, a la que se accede a través de una entrada secreta detrás de una estantería de libros en el salón. Salaad intenta disparar a Tintín, pero Milú le muerde, haciendo que dispare a un candelabro sobre su cabeza, quedando noqueado, y siendo finalmente arrestado. Tintín descubre entonces en su cuello una pinza de cangrejo de oro, lo que confirma que él es el jefe de la organización. Más tarde se revela que sus actividades criminales se habían extendido por todo el Lejano Oriente.  
"Omar" es un nombre común árabe, pero Omar Salaad suena como homard salade, que significa "ensalada de langosta" (un crustáceo como el cangrejo) en francés.
En la película de animación Las aventuras de Tintín: el secreto del Unicornio estrenada en 2011 es interpretado por Gad Elmaleh. Sin embargo, en la película no forma parte de ninguna conspiración, simplemente posee un palacio en el que la diva Bianca Castafiore interpreta.
- Datos: Q2046756